# 圣马丁领地委员会
圣马丁领地委员会（法語：Conseil territorial de Saint-Martin）是法国海外行政区域法属圣马丁的立法机关。圣马丁领地议会由23位议员组成。圣马丁领地议会执行委员会由主席主持，还有四位副主席和其他两名顾问。